# Палукі (Мазовецьке воєводство)
Палукі (пол. Pałuki) — село в Польщі, у гміні Опіноґура-Ґурна Цехановського повіту Мазовецького воєводства.
Населення — 306 осіб (2011).
У 1975-1998 роках село належало до Цехановського воєводства.

## Демографія
Демографічна структура станом на 31 березня 2011 року:
|          | Загалом | Допрацездатний вік | Працездатний вік | Постпрацездатний вік |
| -------- | ------- | ------------------ | ---------------- | -------------------- |
| Чоловіки | 155     | 39                 | 103              | 13                   |
| Жінки    | 151     | 31                 | 79               | 41                   |
| Разом    | 306     | 70                 | 182              | 54                   |